# Jan de Vries (verzetsstrijder)
Jan de Vries (Hoorn, 8 augustus 1920 - Varsseveld, 2 maart 1945) was een Nederlands verzetsstrijder. Hij studeerde wis- en natuurkunde. In 1943 ging hij als leraar in Amersfoort werken om aan de Arbeitseinsatz te ontkomen. In Amersfoort raakte hij betrokken bij het verzetsschrift 'Geallieerd Nieuws', een blad dat in kleine oplage werd verspreid en waarvan de opbrengsten ten goede kwamen aan gevangenen in concentratiekamp Amersfoort. Op 20 februari 1945 werd hij samen met fabrikant Oswald Assmann als gevolg van verraad betrapt bij het vervaardigen van het blad. Op 2 maart werden De Vries en Assman samen met 44 anders verzetsstrijders gefusilleerd.De Vries ligt begraven op de Gemeentelijke Begraafplaats Rusthof in Amersfoort.